# گلیز ۶۶۷

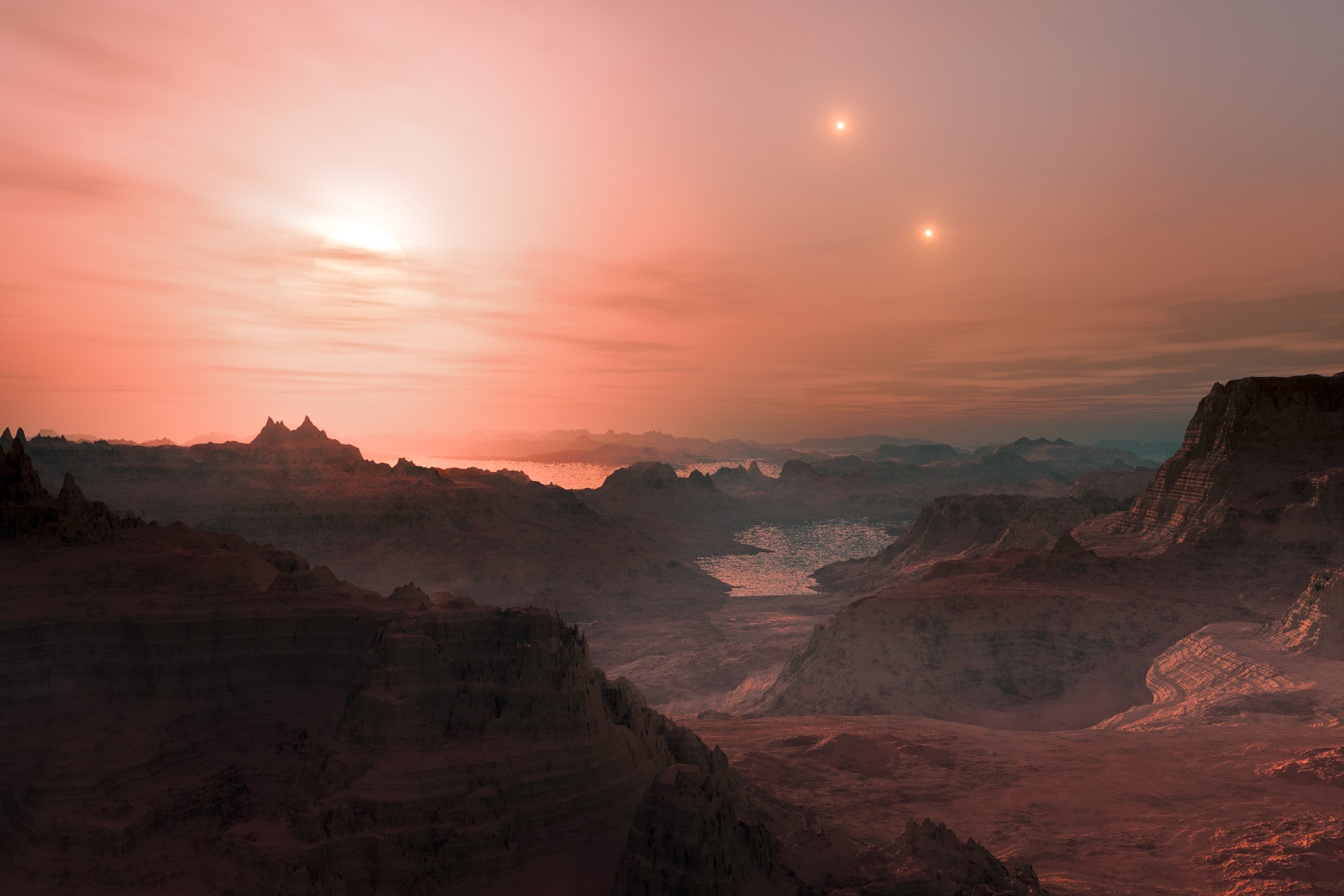
تصویری تخیلی ازگلیز ۶۶۷ سی، کوتوله‌ای سرخ که مستعد زیست‌پذیری است. دو ستارهٔ دیگر این سامانهٔ سه‌تایی در آسمان دیده می‌شوند.

گلیز ۶۶۷ (به انگلیسی: Gliese 667) یک سامانهٔ ستاره‌ای سه‌تایی در صورت فلکی کژدم و در فاصلهٔ ۶٫۸ پارسک (۲۲٫۱ سال نوری) از زمین است. جرم هر سهٔ آن‌ها (گلیز ۶۶۷ اِی، گلیز ۶۶۷ بی و گلیز ۶۶۷ سی) کمتر از خورشید است.
میزان حرکت خاص سامانه بیش از یک ثانیه از کمان در هر سال است.